# Loggia Reale
Pour les articles homonymes, voir Reale.
La Loggia Reale est un édifice historique situé dans le quartier de Prato, à Florence. 
C'est un bâtiment avec une loggia au premier étage à partir duquel le Grand-Duc assistait chaque année au Palio dei Barberi, qui commençait non loin de Porta al Prato, pour se terminer à la Porta alla Croce : à partir de là, à travers un système élaboré de fumées et de miroirs colorés, la nouvelle du vainqueur était également transmise en temps réel au Grand-Duc. 
Le bâtiment a été construit en 1820-1830 par Luigi de Cambray Digny et est l'une des architectures néoclassiques les plus intéressantes de Florence. Le rez-de-chaussée est très simple, imitant un podium romain, tandis que l'étage noble est décoré de hautes colonnes corinthiennes. 